# Amt St. Wendel
Das Amt St. Wendel war ein von 1326 bis zum Ende des 18. Jahrhunderts bestehender Verwaltungs- und Gerichtsbezirk im Kurfürstentum Trier mit Sitz in St. Wendel.

## Geschichte
1323/28 erwarb der Erzbischof von Trier Burg und Dorf St. Wendel. Mit dem Erwerb St. Wendels durch Balduin entwickelte sich die Siedlung nach und nach zu einer mittelalterlichen Stadt. Erster kurtrierischer Amtmann (Burggraf) des Amtes St. Wendel wurde Jakob (Jacomin) von Montclair (Monkler). Damit war das Amt St. Wendel eines von 30 Ämtern, die in der Amtszeit Balduins urkundlich erwähnt sind.
Erzbischof Johann VI. (1556–1567) ordnete am 26. November 1556 mit Zustimmung der Landstände in Koblenz eine vierjährige Landsteuer an. Je 1000 Gulden Vermögen betrug die Steuer 3,5 Gulden. Am 20. Juli 1563 forderte er Berichte aller Ämter an, die über die Orte und die dortigen Steuerzahler Auskunft geben sollte. Im Amt St. Wendel gab es danach Feuerstellen in folgenden Orten:
| Ortschaft                                                 | Zahl Feuerstellen                                                                                |
| --------------------------------------------------------- | ------------------------------------------------------------------------------------------------ |
| Stadt St. Wendel                                          | 97                                                                                               |
| Urweiller                                                 | 24                                                                                               |
| Altzvassen                                                | 15                                                                                               |
| Breiten                                                   | 8                                                                                                |
| Niderweiller                                              | 12                                                                                               |
| Baltersweiler                                             | 7                                                                                                |
| Mauschbach                                                | 8                                                                                                |
| Furchweyller                                              | 11                                                                                               |
| Spicksheell (heute Wüstung) und Pintzweyller              | 4                                                                                                |
| Hoeffeldt                                                 | 16                                                                                               |
| Roßbergh                                                  | 8                                                                                                |
| Gewiller                                                  | 3                                                                                                |
| Reydtscheytt                                              | 11                                                                                               |
| Thoele                                                    | 25 (Das Hochgericht Theley war zweiherrisch (Lothringen/Trier), 15 Feuerstätten waren trierisch) |
| Moßbergh (Hochgerichtsbarkeit in Pfalz-Zweibrücken)       | 3                                                                                                |
| Wolfferswiller (Hochgerichtsbarkeit in Pfalz-Zweibrücken) | 1                                                                                                |
| Lebach (Das Hochgericht Lebach war Dreiherrisch)          | 27                                                                                               |
| Subach (Hochgericht Lebach)                               | 17                                                                                               |
| Lantzweiller (Hochgericht Lebach)                         | 8                                                                                                |
| Rimelbach (Hochgericht Lebach)                            | 3                                                                                                |
| Jabach (Hochgericht Lebach)                               | 3                                                                                                |
| Wahlen (Hochgericht Lebach)                               | 3                                                                                                |
| Zum Hahn (Hochgericht Lebach)                             | 3                                                                                                |

1616 kam die Schultheißerei Mittelreidenbach als heimgefallenenes Lehen an Kurtrier und wurde dem Amt St. Wendel zugeordnet. 1799 wurde sie dem Amt Oberstein zugeordnet. 1788 erfolgte ein Gebietstauschvertrag zwischen Kurtrier und Frankreich. Dadurch erhielt das Amt St. Wendel den Imsbacher Hof und den lothringischen Anteil des Hochgerichtes Theley. Im gleichen Jahr wurde die Meierei Hasborn aus dem Amt Grimburg herausgelöst und dem Amt St. Wendel unterstellt.
1784 bestand das Amt aus folgenden Ortschaften:
- Hochgericht St. Wendel: Alzfassen, Baltersweiler, Bornerhof, Breiten, Eisweiler, Fursweiler, Gehweiler, Heisterberg, Hohfeld, Mauschbach, Pinsweiler, Reitscheid, Roschberg, St. Wendel und Urweiler
- Meierei Hasborn: Dautweiler und Hasborn
- Meierei Hüttigweiler: Hüttigweiler und Rasweiler
- Hof Imsbach
- Hof Mettnich: Mettnich und Mühlfeld
- Hochgericht Lebach: Greinhof, Hahn, Jabach, Landsweiler, Lebach, Schloss Motte, Niedersaubach, Rümmelbach und Wahlen.
- Hochgericht Theley: Thelei

Mit der Einnahme des Linken Rheinufers durch französische Revolutionstruppen wurde das Amt nach 1794 aufgelöst. In der Franzosenzeit gehörte das Gebiet zum Kanton Sankt Wendel im Département de la Sarre.

## Amtshaus

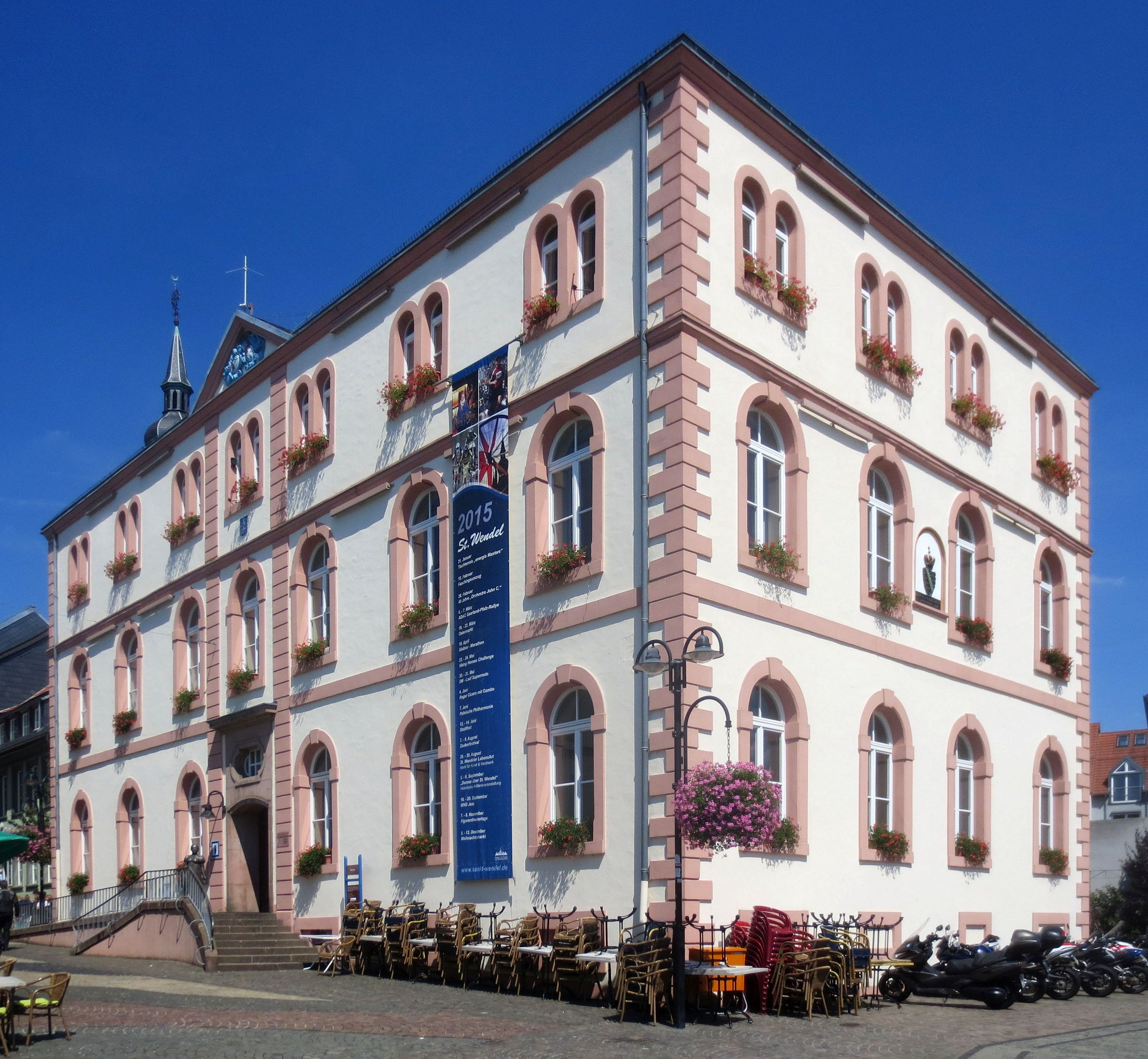
Amtshaus

Das Kurtriersche Amtshaus mit heutiger Adresse Schloßstraße 7 wurde 1740 durch Amtmann Franz Ernst d'Hame als freistehender, dreigeschossiger Putzbau mit robuster Eckquaderung errichtet. Es wir heute als Rathaus genutzt und steht unter Denkmalschutz.
Koordinaten: 49° 28′ 2,2″ N, 7° 10′ 11,9″ O

## Amtmänner
- Jakob (Jacomin) von Montclair (Monkler) (1331, 1334)
- Philipp von Weiskirchen (1332–1335)
- Johann vom Steyn (1335–1360)
- Sygfried vom Steyne (1364–1405)
- Rudolf von Sassenhausen (1408)
- Philipp von Ulmen (1413–1430)
- Junker Konz Mauchenheimer von Zweibrücken ( – 1439)
- Siegmond Mauchenheimer von Zweibrücken [1440]
- Weirich von Daun zu Oberstein (1452–1458) (Weirich von Daun zu Oberstein hatte das Amt in dieser Zeit pfandweise erworben)
- Johann und Gerhard Wildgrafen zu Daun und Kirberg, Rheingrafen zum Stein (1458–1469)
- Heinrich von Sötern (1469– )
- Johann von Hane gen. Boeffgin (1472– )
- Walther von Franken (1477–1483)
- Peter Glock vom Oberstein (1484– )
- Clais von Gersbach (1508– )
- Emmerich von Diez
- Junker Gerhard Mull von der Neuerburg [1541]
- Heinrich von Hagen zur Motten (1544–1546)[3]
- Caspar von Hagen zur Motten (1546–1551)[4]
- Philipp von Homburg (1552–1579)
- Hermann Quadt von Landskron (1580–1598)
- Conrad von Soetern (1599–1623)
- Johann Reinhard von Soetern (1624–1650)
- Wolf Heinrich Freiherr von Stein-Kallenfels (1653– )
- Johann d'Hame (um 1660–1689)
- Damien Hartard d'Hame (1689–1718)
- Franz Ernst von Hame (1718–1769)
- Damien Joseph von Hame (1769–1779)
- Franz Richard Maria Joseph Gattermann (1779–1797)
- Johann Jakob Nalbach (1797–1798)